# Бегайдаров, Сейтмагамбет
Сейтмагамбет Бегайдаров (1915 год — 1976 год) — старший чабан племенного овцеводческого совхоза «Сулукольский» имени XXIII съезда КПСС Семиозёрного района Кустанайской области, Казахская ССР. Герой Социалистического Труда (1971).
Трудился чабаном, управляющим фермой, старшим чабаном в совхозе «Сулукольский» имени XXII съезда КПСС. Досрочно выполнил задания Восьмой пятилетки (1966—1970) и свои личные социалистические обязательства. Указом Президиума Верховного Совета СССР «О присвоении звания Героя социалистического Труда передовикам сельского хозяйства Казахской ССР» от 8 апреля 1971 года за выдающиеся успехи, достигнутые в развитии сельскохозяйственного производства и выполнении пятилетнего плана продажи государству продуктов земледелия и животноводства удостоен звания Героя Социалистического Труда с вручением ордена Ленина и золотой медали «Серп и Молот».
Скончался в 1976 году.